# Tachina silvestris
Tachina silvestris là một loài ruồi trong họ Tachinidae.